# Tararua diversa
Tararua diversa là một loài nhện trong họ Agelenidae.
Loài này thuộc chi Tararua. Tararua diversa được miêu tả năm 1973 bởi Raymond Robert Forster & Wilton.